# 臺灣民報
《臺灣民報》，是臺灣日治時期臺灣人創辦且曾設有漢文欄之重要報紙之一。前身為《臺灣青年》、《臺灣》，後為《臺灣新民報》、《興南新聞》，並在二戰之際被官方與另外五家報紙整併為《臺灣新報》。

## 歷史

### 東京時期

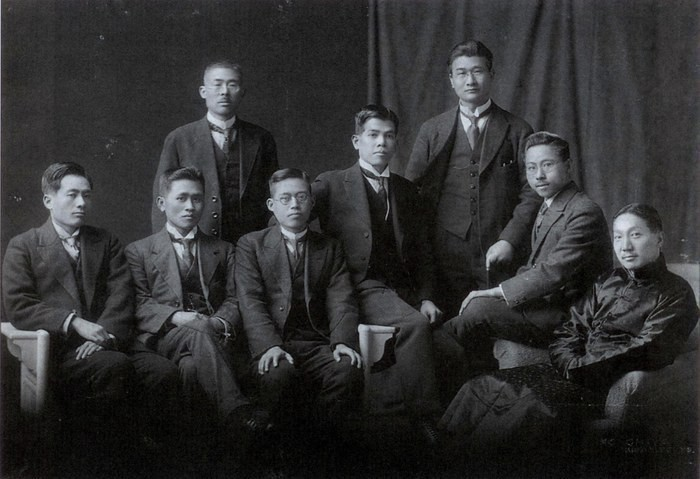
台灣民報在東京創立時合影，坐者左起蔣渭水、蔡培火、陳逢源、林呈祿、黃朝琴、蔡惠如，立者蔡式穀、黃呈聰

《臺灣民報》前身為1920年創辦的《臺灣青年》以及其更名之後的《臺灣》雜誌，兩者書寫語言皆為漢、日文各半。1923年（大正12年）4月15日，《臺灣民報》創刊於日本東京，全部為漢文版。其重要性在於它是日治時期少見的臺灣人創辦的刊物，努力為本島人發聲，其影響力之顯著而被稱為「台灣民眾唯一的言論機構」。銷售量一度與時日島內三大報《臺灣日日新報》、《臺灣新聞》、《臺南新報》同為百萬發行量的報紙:38:51。

### 遷台
在《臺灣民報》發刊前，就有不少人主張將發行地遷回台灣，但由於台灣總督府的關係該計畫一直不能實行。直到第三任文官總督伊澤多喜男上任後，遷台之事才有了轉機。1927年（昭和2年）7月獲得在台發行許可，原本位於下奎府町的臺灣支局變更為「株式會社臺灣民報社」之本社所在地。:44
《臺灣民報》原先是半月刊，1923年10月15日改為旬刊（每十天發行一次），並併入日文版。1925年7月12日起再改為週刊（每週日發行），增設台北支社，社長為王敏川。1927年，《台灣民報》以增加日文版的條件下遷入台灣，於該年8月1日發行移臺後的第一號（第167號）。:59-601930年（昭和5年）增資改組後「臺灣民報」合併於「臺灣新民報」，以周刊發行。1932年（昭和7年）4月15日發行日刊創刊號。:62-63

### 沒落
隨著日本軍國主義抬頭，《台灣新民報》所受到的壓力也越來越大。在另外3個日報同業（《台南新報》、《台灣日日新報》、《台灣新聞》）壓力下，1937年（昭和12年）4月1日，《台灣新民報》漢文欄減半。同年6月1日，《台灣新民報》雖被迫廢止漢文版，但仍可刊漢詩。漢詩仍可刊登的原因是，台日語言雖不同，日本人仍可使用綴讀法閱讀漢詩，且日本政府尚並未正式下令禁止漢文。:64-66
1941年（昭和16年）2月，在《臺灣新民報》常務董事兼總經理羅萬陣及主筆兼編輯局長林呈祿讓步下，將《台灣新民報》改名為《興南新聞》，但言論風格已大不如前。1944年（昭和19年）4月，日本政府由東京派員來台，將台灣島上較具規模的6家報紙《興南新聞》、《台灣日日新報》（台北）、《台灣新聞》（台中）、《台灣日報》（台南）、《東台灣新聞》（花蓮）、《高雄新報》（高雄）合併為《台灣新報》。:35-371945年10月25日，《台灣新報》由台灣省行政長官公署接收，改名為《台灣新生報》，已不如以前《臺灣民報》為民喉舌的特質。:93-97
太平洋戰爭後，部份原屬臺灣民報社的新聞從業人員，在台灣新生報社成立前曾自立門戶創辦了《民報》。民報社與戰前的台灣民報社有相當淵源。:84-86然而1947年二二八事件後，《民報》於當年3月8日被迫停刊，社長林茂生失蹤被害。

### 紀念
2009年8月4日，在義美食品贊助下，台灣英文新聞（Taiwan News）重新刊印《台灣民報》1925年新年特刊號，義美食品總經理高明主持在義美大樓（台北市信義路二段88號）舉辦的「重刊發表會」，蔣渭水的長子蔣松輝、總統府秘書長詹春柏、監察委員黃煌雄、文建會副主任委員洪慶峰、台北市政府文化局副局長陳冠甫、台灣綠黨創黨主席高成炎親自出席重刊發表會。

蔣渭水在大稻埕開設的大安醫院則是報社的台灣支局和總批發處，而當年運送《臺灣民報》的人力板車，現今僅存一台存放於義美食品南崁觀光工廠，而原先大安醫院的舊址，於1934年被義美食品買下，開設義美食品的第一間門市。

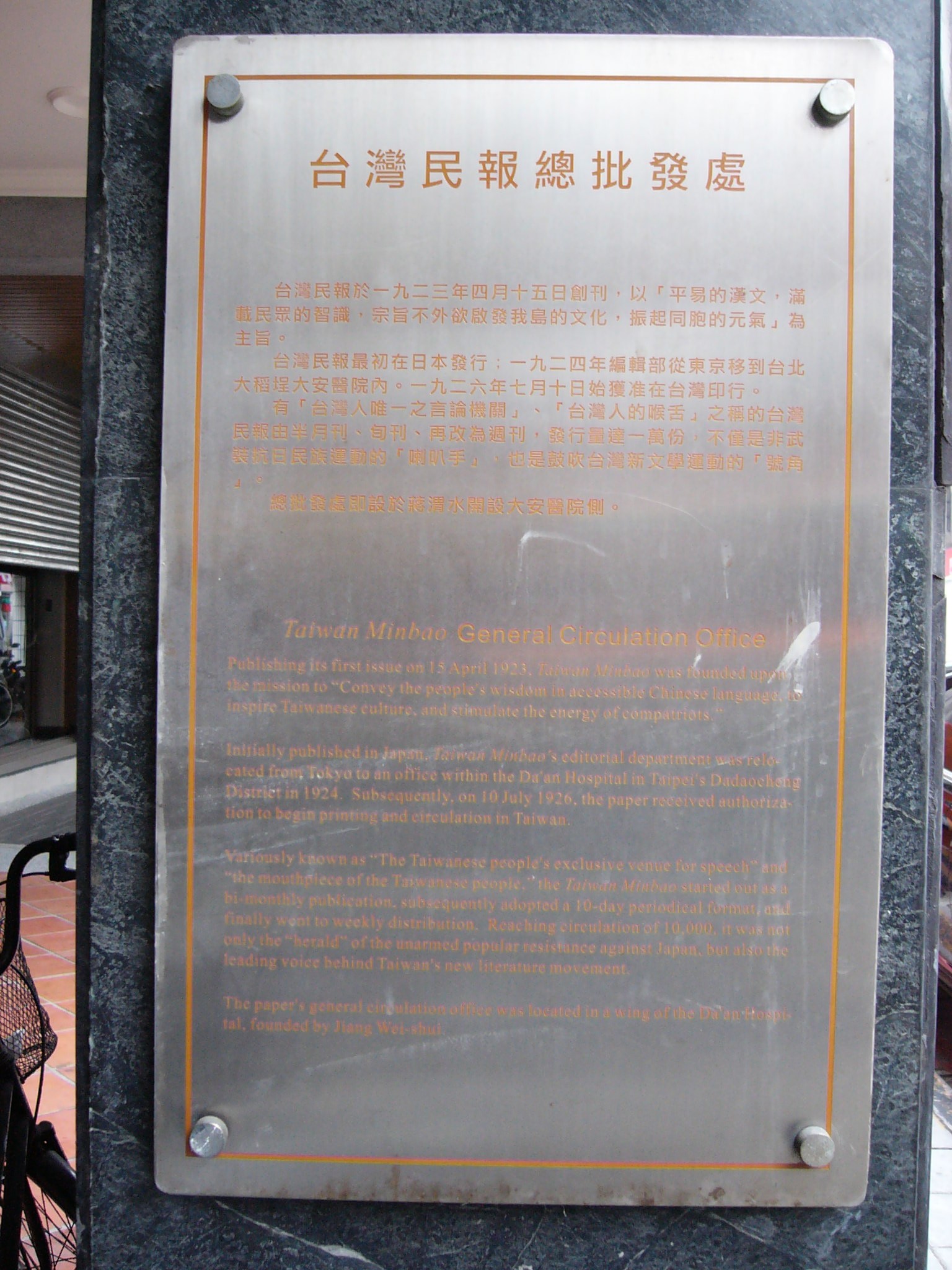
位於台灣台北市大同區延平北路二段的《臺灣民報》總批發處解說板。

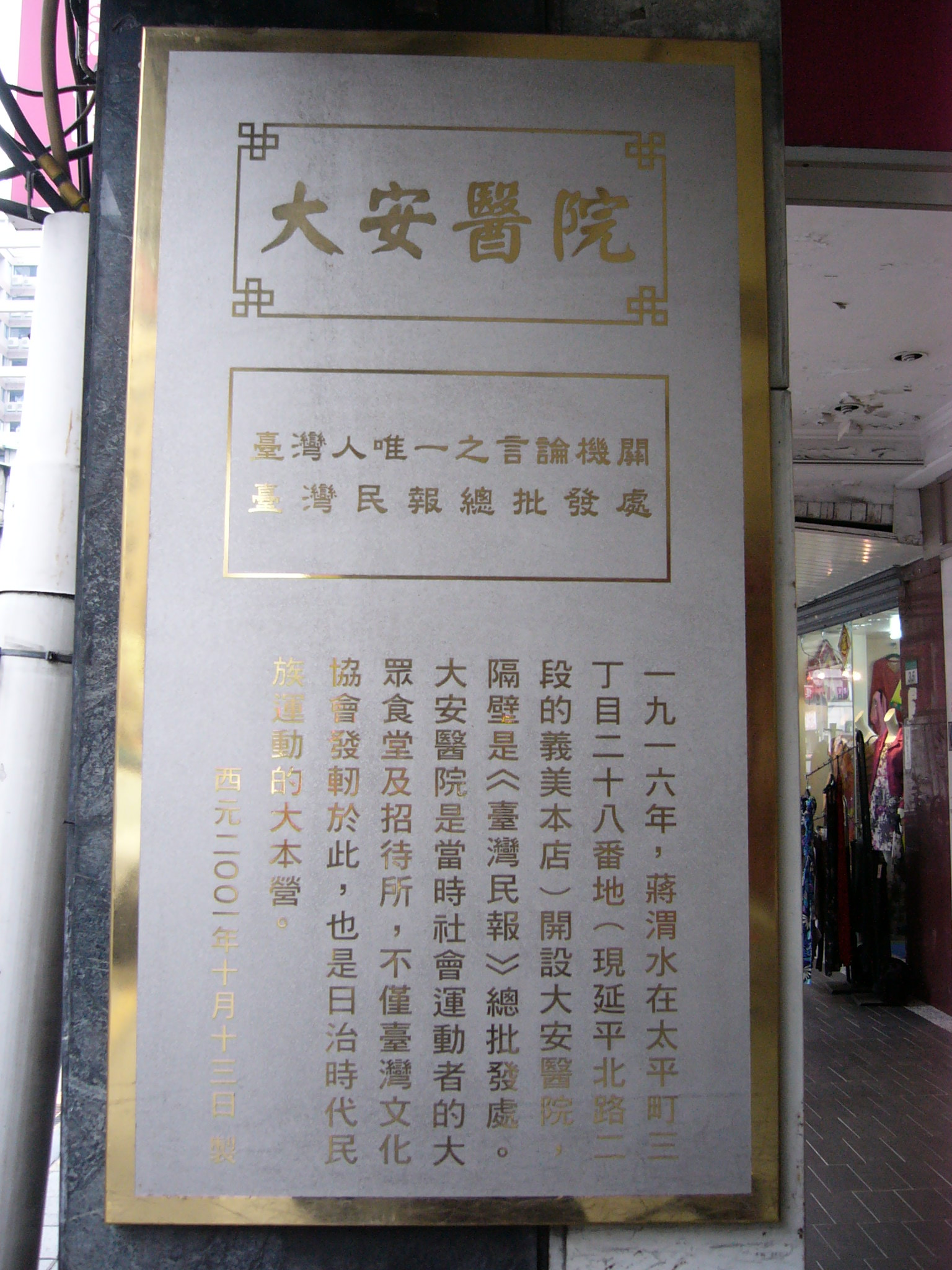
位於台灣台北市大同區延平北路二段的大安醫院（位於《臺灣民報》總批發處隔壁）解說板，2001年10月13日製。

## 內容

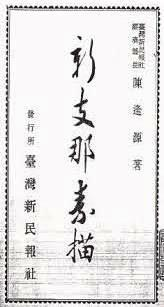
1939年《臺灣新民報》社所出版陳逢源著《新支那素描》

《臺灣民報》橫跨1920至30年代，可說是台灣各種社會運動的機關報，同時也是研究1920至30年代台灣不可或缺的史料。《台灣民報》對自臺灣議會設置請願運動以來的政治、社會運動均熱烈支持，積極鼓吹農民、勞工、婦女爭取權益，亦支持學生運動、文化啟蒙運動、台灣議會設置請願運動，也呼應要求台灣自治及抨擊台灣總督府。此外，《臺灣民報》同時引進新知識、新思想的介紹，也經常報導中國政情及世界新知，諸如中國軍閥混戰、蔣汪對立等。1925年8月26日所發行的第六十七期，發行「紀念創刊五周年及一萬份突破」的臨時特刊，足見該報在當時是受到臺灣人的推崇且足以與日人創立的《臺灣日日新報》相提並論。:50-51:58
《臺灣民報》對鼓吹新文藝及提倡白話文也有不少貢獻，更是台灣新文學發表的重要園地。在編輯群方面，更是高手如雲，如新文學旗手張我軍、醫生兼小說家賴和、文學家楊雲萍、台灣第一位醫學博士杜聰明等人。而對總督府施政的批評與諷刺也使《台灣民報》在新聞檢查方面遭到百般刁難，最久一次還被扣押了44天。:59、61
《臺灣新民報》中報導重於評論，且特以臺人的立場致力於糾正各日系報紙的歪曲事實與袒護日人言論。1927年臺灣文化協會在台中醉月樓召開第一次全島代表大會，通過議程第14點「《台灣民報》拒買同盟之組織」之後，《南瀛新報》亦出現許多批判《台灣新民報》的言論，如〈台灣新民報馬脚露現  批評大講演會將開催  定舊曆五月十三日夜於大眾講座〉及〈暴露欺騙民眾的台灣新民報告親愛同胞檄〉（《南瀛新報》1932年6月17日24版）。《南瀛新報》1932年6月25日14版、1932年7月9日13、14版、1932年7月16日13版、1932年7月23日13版、1932年9月10日13版、1933年6月17日23版，均曾出現批判《台灣新民報》的記載。

## 文學
在台灣作家新詩作品的刊載上，「1930年《臺灣民報》推出「曙光」欄，刊載新詩，一時之間，也使新詩人輩出，如賴和、楊守愚、楊雲萍、楊華等優秀詩人的作品，因此和同時期的日文新詩相互較勁，蔚為大觀」。
《臺灣民報》是日治時期台灣文學相當重要的論述發表園地，張我軍一系列批判舊文學的論文，如〈致台灣青年的一封信〉（1924年臺灣民報）等，絕大多數發表在該報。此外，張我軍引介中國新文學運動的文章，也在大量刊載在該報，例如：胡適〈終身大事〉、〈新式標點符號的種類和用法〉、〈鴨的喜劇〉、〈故鄉〉、〈狂人日記〉、〈阿Q正傳〉等小說作品。

## 相似報刊

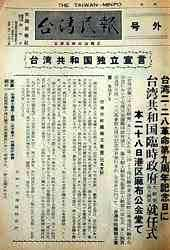
《台灣民報》報導台灣共和國臨時政府於1956年2月28日（二二八革命第九周年紀念日）成立，公布獨立宣言，廖文毅博士獲推選就任大統領

- 《台灣民報》（THE TAIWAN-MINPO）於1953年創刊，由劉吶明主編。台灣共和國臨時政府成立後為其機關報。
- 2014年創立的臺灣網路媒體《民報》（Taiwan People News）